# Songzia heidangkouensis
Songzia heidangkouensis — викопний вид журавлеподібних птахів, віднесений до окремої родини Songziidae, що близько споріднена з сучасними пастушковими (Rallidae). Вид існував в еоцені (55-48 млн років тому) на території Східної Азії. Викопні рештки знайдені у відкладеннях формації Янгсі в окрузі Согзі провінції Хубей у Китаї. Голотип IVPP. v 8756 описаний по частково збереженому скелету, в якому добре збереглися череп та задні кінцівки.